# 威利斯大道橋
威利斯大道橋（英語：Willis Avenue Bridge）是位於美国纽约的一座橋樑，橋面可以轉動。威利斯大道橋連接曼哈頓和布朗克斯兩地。威利斯大道橋是紐約馬拉松路線的一部分。威利斯大道橋開通於1901年，全長979米，由紐約市交通局管理。

## 外部連結
- NYCRoads.com: Willis Avenue Bridge Historic Overview （页面存档备份，存于）
- New York City Department of Transportation - Willis Avenue Bridge